# KdF-Wagen

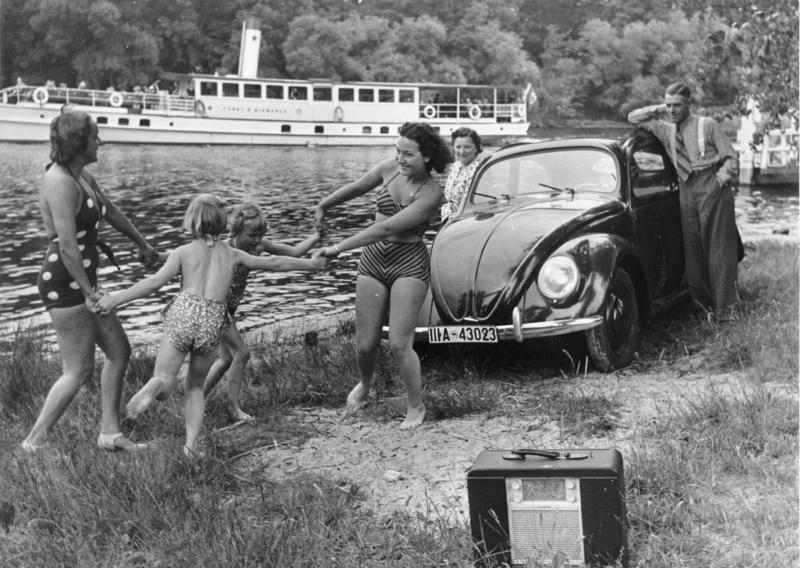
Famiglia con una KdF-Wagen e radio a valvole

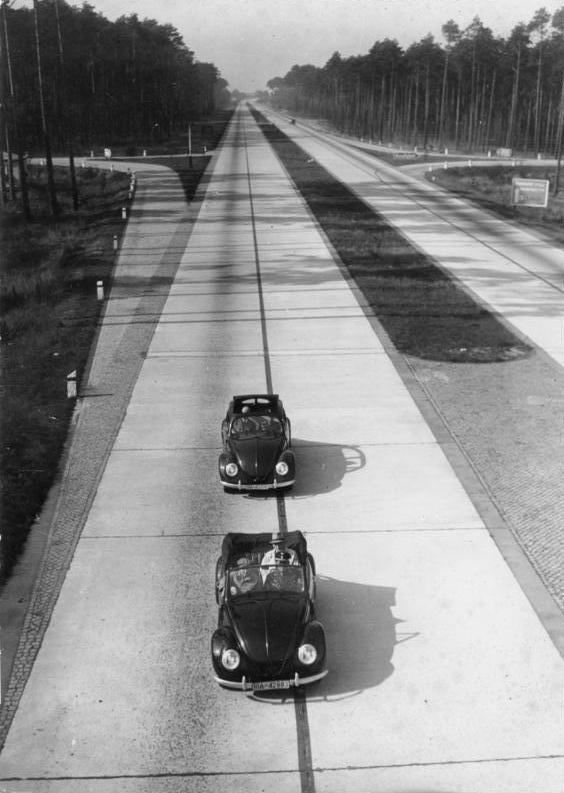
KdF-Wagen sulla autostrada del Reich presso Lehnin, gennaio 1943

Con il nome Volkswagen si identificò l'automobile per il popolo denominata in progetto KdF-Wagen ad opera dell'organizzazione governativa NS-Organisation "Kraft durch Freude" (KdF). La vettura doveva costare 990 Reichsmark (4.000 EUR-2015) per permetterne a tutti l'acquisto. Il progetto del "Volkswagen Maggiolino" fu ideato da Ferdinand Porsche. La sua costruzione si basava sui componenti della Tatra V570 della Tatra e del costruttore austriaco Béla Barényi.

## Sistema risparmio (Volkswagen-Sparen)
Il 1º agosto 1938 il gerarca nazista Robert Ley a Leverkusen promosse lo Sparsystem (sistema risparmio), premessa per il finanziamento della "KdF-Wagen". L'auto, in color grigio-blu sarebbe costata 990 Reichsmark; una Cabrio-Limousine con tetto in tela, circa 60 RM in più.
Gli acquirenti dovevano versare settimanalmente delle Sparmarken (marche di risparmio) presso la DAF- o le sedi KdF, la Bank der Deutschen Arbeit o presso la  Commerzbank nella misura di 5 Reichsmark alla volta. Le carte Sparkarten emesse furono gialle (con marche rosse) e fino alla fine del 1941 blu (con marche verdi). Il risparmio "KdF-Sparer" veniva riassunto in un prospetto. Dopo il risparmio di 750,00 RM (tre carte risparmio complete) veniva dato al risparmiatore un numero d'ordine, che lo metteva in lista d'attesa per la consegna dell'auto. I pagamenti di risparmio settimanale minimi (dopo la consegna, con tasso di conversione) continuavano: oltre al prezzo di listino c'erano 60 RM di trasporto e 200 RM per l'assistenza biennale post-vendita. La consegna dei primi esemplari doveva avvenire nell'agosto 1940.
Una recessione dal contratto o una trasmissione ad altri soggetti (esclusa l'eredità) non erano consentite. Successivamente queste regole rigide vennero attenuate.

## Risparmiatori e risparmio
La seguente tabella mostra il piano di risparmio (senza interessi), al dicembre 1945 un totale di 289 milioni raggiunti. Gli interessi praticati dalla Bank der Deutschen Arbeit erano del 3%. Al 31 dicembre 1944 gli interessi raggiunsero la cifra di 23 milioni di RM.
| Periodo       | Numero risparmiatori | Raccolta                  |
| ------------- | -------------------- | ------------------------- |
| dicembre 1938 | 169.741              | 22 milioni RM             |
| dicembre 1939 | 272.397              | 136 milioni RM            |
| dicembre 1940 | 273.713              | 170 milioni RM            |
| dicembre 1941 | 305.000              | 201 milioni RM            |
| dicembre 1942 | 325.444              | 234 milioni RM            |
| 1943          | (agosto = ) 331.628  | 258 milioni RM (dicembre) |
| 1944          | (ottobre =) 336.638  | 268 milioni RM (dicembre) |

Il Volkswagensparen come lo Eisernes Sparen o altri sistemi di risparmio dell'epoca durante il nazionalsocialismo furono usati come indice della fiducia della popolazione. Una visione dei dati più dettagliata, mostra la fiducia verso la guida del paese sempre in calo verso la fine della guerra rispetto ai primi anni del conflitto, toccando un calo del 75% dopo l'invasione di Parigi.
Lo Sparsystem divenne strumento di finanziamento per aumentare il potere d'acquisto di beni e servizi e per rendere stabile il prezzo degli stessi. Hans Mommsen attribuisce un'importanza minore alla perdita di potere d'acquisto. Più del motivo originario del sistema la necessità, il finanziamento del rischio industriale per la produzione. Il denaro raccolto rimaneva nelle casse centrali del DAF e non contribuiva al finanziamento dell'armamento nazionale.
Lo KdF-Wagen-Sparen fu propagandato come possibilità per i lavoratori di poter acquistare una macchina del popolo Volkswagen. questa fu però solo finzione. Il grosso dei risparmiatori provenne dalla classe media che guadagnava da 300 a 360 RM, mentre i lavoratori dell'industria percepivano un terzo di tale somma. Mommsen spiega che il sistema sarebbe crollato dopo poco tempo in quanto il veicolo sarebbe stato prodotto con costi di produzione ben più alti di quelli propagandati. Anche il prezzo offerto era troppo elevato per la massa e soprattutto i costi di manutenzione. Solo un miglioramento dei redditi avrebbe evitato il fallimento dell'operazione.

## Produzione

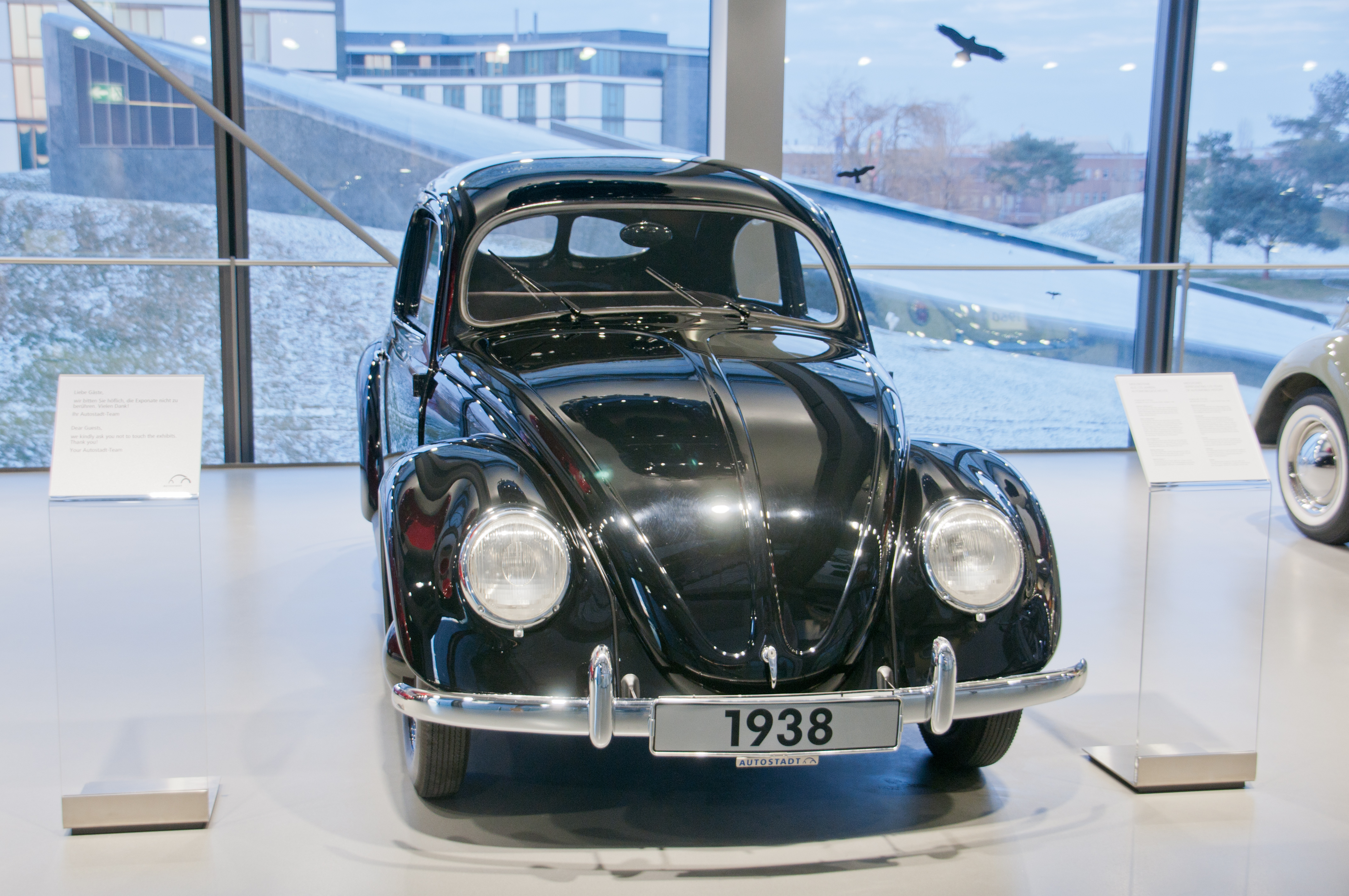
VW38 conservata presso Wolfsburg

La produzione dei veicoli iniziò il 26 maggio 1938 vicino a  Fallersleben (Wolfsburg) con la costruzione della  Volkswagen-Werks e il 1º luglio 1938 una nuova città chiamata Stadt des KdF-Wagens bei Fallersleben - più tardi Wolfsburg - venne fondata. A causa della guerra, la produzione civile della Kdf non iniziò mai, a parte alcuni esemplari pre-serie denominati VW38.

All'inizio della seconda guerra mondiale la KdF-Wagen ebbe un uso  militare con la "Kübelwagen" Typ 82, la "Kommandeurwagen" Typ 87 trazione integrale o la "Schwimmwagen" Typ 166, tutte basate sulla KdF-Wagen. La Kommandeurwagen del 1940, con un motore quattro cilindri Boxermotor di 1131 cm³ e 24,5 HP di potenza era più di soli 10 cm della normale VW. Con questa auto il Feldmaresciallo Erwin Rommel viaggiava in Africa. Un esemplare è conservato al museo Porschemuseum Helmut Pfeifhofer a Gmünd in Kärnten.

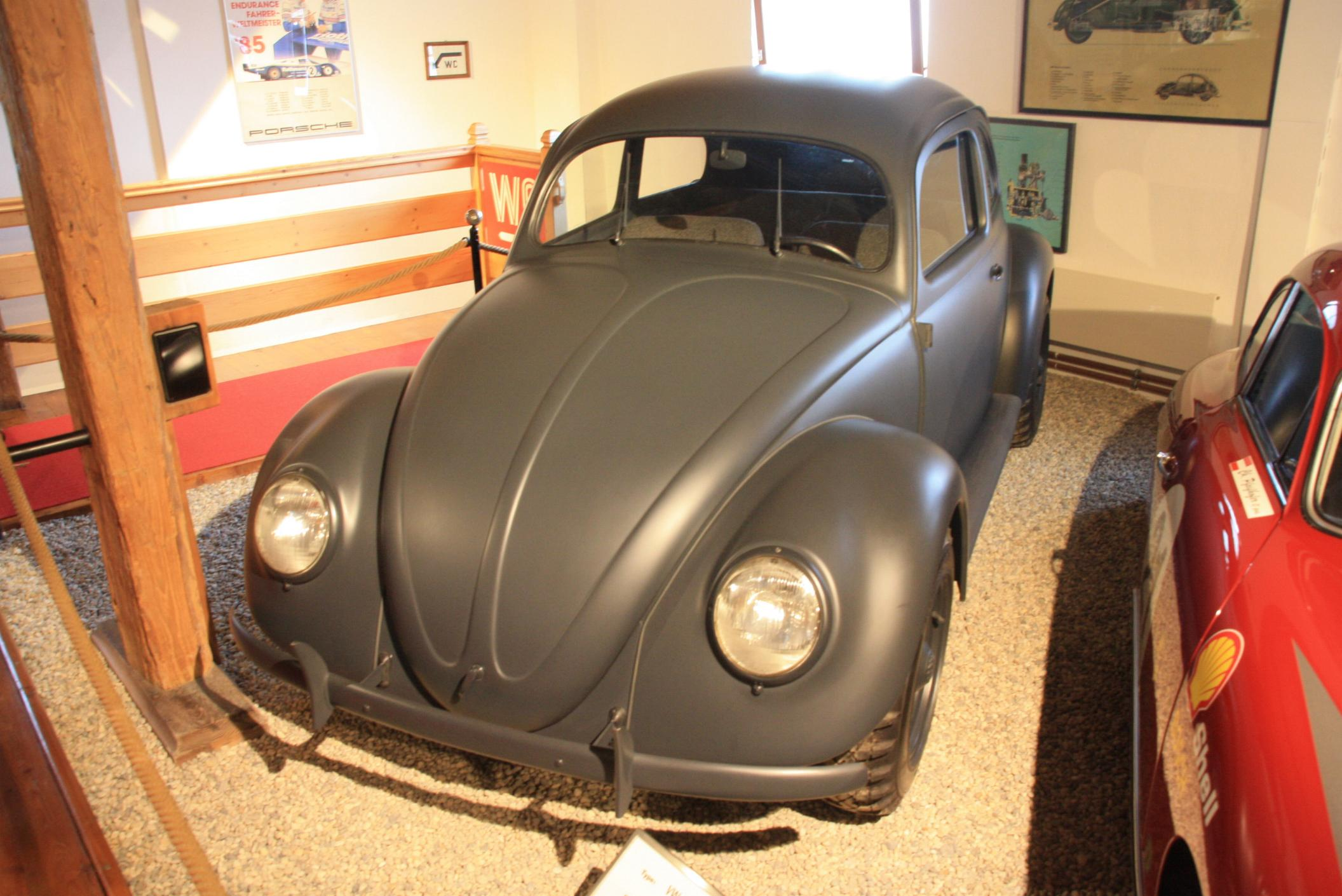
Il modello 4x4 Kommandeurwagen VW Typ 87 per la Wehrmacht, realizzato nel 1942 sulla base della KdF-Wagen

Dall'agosto 1941 fino alla fine della guerra furono 52.000 Kübelwagen e 14.000 Schwimmwagen costruite e gli impianti poi vennero convertiti per produrre velivoli. Nessuno dei „KdF-Sparer“ebbe veicoli privati, ovviamente; delle 630 auto costruite per uso civile la maggior parte andarono alla Deutsches Afrikakorps, alla Luftwaffe, e alla forza di occupazione britannica a fine guerra.

Il 15 luglio 1945 la Stadt des KdF-Wagens bei Fallersleben a Wolfsburg divenne rinominata Volkswagenwerk e, sotto il controllo britannico, iniziò la produzione della Volkswagen; solo nel 1967 apparve ufficialmente il nome commerciale "Käfer" (it. "Maggiolino"), sebbene già ufficiosamente in uso da diversi anni.

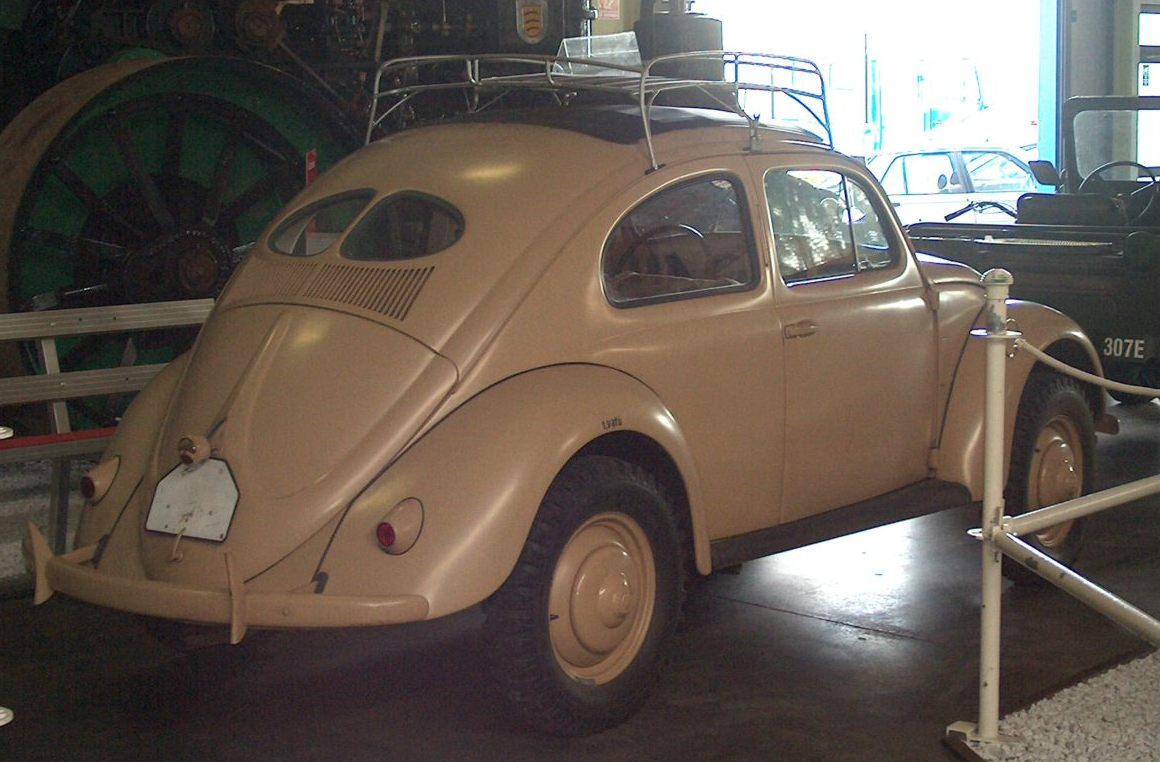
Kommandeurwagen VW Typ 87, vista posteriore

## Liquidazione dei risparmiatori
Dopo la guerra rimasero circa 280 milioni di Reichsmark, vantati da 340.000 risparmiatori. Un risparmiatore nel 1948 si rivolse a un giudice. La Volkswagenwerk non aveva denaro liquido, sul conto risparmio della Bank der Deutschen Arbeit. Nel 1961 un processo si concluse con l'offerta della Volkswagenwerk AG, di concedere uno sconto di 600 DM (1.300 EUR-2015) per l'acquisto di un veicolo, circa un sesto del valore del veicolo similare Volkswagen, nuovo. Alla fine del 1970 furono 120.573 i risparmiatori pretendenti: un rimborso in contanti per 67.164 risparmiatori per un totale di 6.276.175 DM così come sconti sul prezzo per 63.409 altri risparmiatori.